# Епархия Пресвятой Девы Марии Защитницы в Финиксе
Епархия Пресвятой Девы Марии Защитницы в Финиксе (лат. Eparchia Vannaisensis) — епархия Русинской грекокатолической церкви с центром в городе Финикс, США. Епархия Пресвятой Девы Марии в Финиксе входит в митрополию Питтсбурга Русинской грекокатолической церкви. Кафедральным собором епархии Пресвятой Девы Марии в Финиксе является собор святого Стефана.

## История
3 декабря 1981 года Святой Престол учредил для верующих Русинской грекокатолической церкви, проживающих в США, епархию Вен-Найза, выделив её из епархии Пармы.
10 февраля 2010 года кафедра епископа была перенесена из города Вен-Найза (штат Калифорния) в город Финикс. Епархия Вен-Найза была переименована в епархию Пресвятой Девы Марии Защитницы в Финиксе.

## Ординарии епархии
- епископ Thomas Victor Dolinay (3.12.1981 — 19.02.1990);
- епископ George Martin Kuzma (23.10.1990 — 5.12.2000);
- епископ William Charles Skurla (19.12.2002 — 6.12.2007) — назначен епископом Пассейика;
- епископ Gerald Nicholas Dino (6.12.2007 — по настоящее время).

## Источник
- Annuario Pontificio, Libreria Editrice Vaticana, Città del Vaticano, 2003, ISBN 88-209-7422-3